# Tuga Bridge
Die Tuga Bridge führt die Kaoje-Dabaga Road bei Bagudo im Bundesstaat Kebbi, Nigeria über den Niger.
Sie ist die nördlichste Nigerbrücke in Nigeria. Die nächste Brücke stromaufwärts ist die rund 120 km entfernte Brücke zwischen Malanville in Benin und Gaya in Niger. Stromabwärts steht die nächste Brücke in rund 220 km Entfernung am Kainji-Damm. Sie ist von entscheidender Bedeutung für den Warenverkehr von Kebbi mit Benin und Niger.
Die zweispurige Brücke ist 780 m lang und 13,60 m breit. Die Spannbeton-Hohlkastenbrücke wird von 15 Pfeilern mit Achsabstänen von 40 + 14×50 + 40 m getragen.
Sie wurde zwischen 1988 und 1989 von Julius Berger Nigeria gebaut. Im Oktober 2020 spülte ein besonders starkes Hochwasser einen Teil des nördlichen Zufahrtsdammes mit einer kleinen Brücke weg. Ein behelfsmäßiger Weg wurde rasch gebaut, aber der Warenverkehr in der Region wurde empfindlich gestört, bis der Schaden in den darauffolgenden Monaten endgültig behoben war.